# Arild Midthun
Arild Midthun (ur. 6 maja 1964) – norweski rysownik komiksów o Kaczorze Donaldzie.
Karierę rozpoczął już w wieku 13 lat, kiedy to był autorem rysunków do serii szpiegowskich komiksów pod tytułem Patrick & Co, publikowanych w norweskiej gazecie Bergens Tidende. W latach 1986–1995 był związany z czasopismem Pyton. W 1988 wspólnie z Terje Nordbergiem otrzymał nagrodę Sproing, przyznawaną za tworzenie najlepszych komiksów w tym kraju. Od 2004 rysuje przede wszystkim dla duńskiego wydawnictwa Egmont i jest jednym z najbardziej znanych rysowników tego wydawnictwa. Do lipca 2018 stworzył rysunki w 147 Disneyowskich pracach.

## Wybrane komiksy dla Egmontu
| Rok  | Tytuł oryginalny            | Tytuł polski                 | Scenariusz      | Sygnatura  | Link   | Uwagi |
| ---- | --------------------------- | ---------------------------- | --------------- | ---------- | ------ | --- |
| 2008 | Fighting Nature With Nature | Natura w służbie kaczora     | Terje Nordberg  | D 2008-248 | [ 5 ]  | |
| 2009 | The Cross Country Champs    | Na śniegu w pełnym biegu     | Terje Nordberg  | D 2009-141 | [ 6 ]  | |
| 2009 | I'm The One You Seek        | Jestem tym, którego szukacie | Tormod Løkling  | D 2009-276 | [ 7 ]  | |
| 2010 | The Mermaid Man             | Cień wielkiej rury           | Terje Nordberg  | D 2010-027 | [ 8 ]  | |
| 2010 | Space Buckaroos             | Kowboje kosmosu              | Knut Nærum      | D 2010-121 | [ 9 ]  | |
| 2010 | The Bird Photographer       | Dzień kondora                | Terje Nordberg  | D 2010-122 | [ 10 ] | Polski tytuł nawiązuje do powieści sensacyjnej brytyjskiego pisarza Fredericka Forsytha - Dzień Szakala lub amerykańskiego filmu fabularnego z 1993 roku w reż. Harolda Ramisa - Dzień świstaka. |
| 2010 | The Dinosaur Invasion       | Bal jurajski                 | Terje Nordberg  | D 2010-123 | [ 11 ] | Polski tytuł nawiązuje do opublikowanej w 1990 r. powieści science fiction amerykańskiego pisarza Michaela Crichtona - Park Jurajski.                                                            |
| 2011 | Rocket Science              | Knajpa od kuchni             | Terje Nordberg  | D 2011-002 | [ 12 ] | |
| 2011 | The Christmas Train         | Pociąg z forsą               | Tormod Løkling  | D 2011-055 | [ 13 ] | |
| 2012 | The Flying Fortune          | Pieniądze z nieba            | Knut Nærum      | D 2012-070 | [ 14 ] | |
| 2013 | The Meteorological Mystery  | Meteozagadka                 | Arild Midthun   | D 2013-006 | [ 15 ] | Cykl Zagadki Donalda. |
| 2013 | A Viral Voyage              | Sami z wirusami              | Tormod Løkling  | D 2013-008 | [ 16 ] | |
| 2013 | Spaced Out                  | Niebo pełne gwiazd           | Jens Hansegård  | D 2013-013 | [ 17 ] | |
| 2013 | Alien or Not So Alien       | Obcy kontra cukierki         | Terje Nordberg  | D 2013-130 | [ 18 ] | |
| 2014 | Eye in the Sky              | Wielkie oko                  | Gorm Transgaard | D 2014-018 | [ 19 ] | |
| 2015 | The Scheming Ski Jumpers    | Orzeł z Kaczogrodu           | Tormod Løkling  | D 2015-142 | [ 20 ] | Polski tytuł nawiązuje do pseudonimu polskiego skoczka narciarskiego i kierowcy rajdowego - Adama Małysza.                                                                                       |
| 2015 | The SS Courtesy             | Szkoła pod żaglami           | Terje Nordberg  | D 2015-241 | [ 21 ] | |
| 2015 | Adventure on Vega           | Wyspy skarbu                 | Terje Nordberg  | D 2015-297 | [ 22 ] | |